# دانشگاه آوگسبورگ
دانشگاه آوگسبورگ (به آلمانی: Augsburg Universität)، دانشگاهی با ۷ دانشکده است که در سال ۱۹۷۰ در شهر آوگسبورگ تأسیس شده‌است. این دانشگاه مدارک کارشناسی، کارشناسی ارشد و دکترا را در رشته‌های متفاوت ارائه می‌دهد.

## تاریخچه
در ۱۲ ژوئیه ۱۹۶۶، پارلمان ایالت بایرن تصمیم به ایجاد یک دانشگاه علوم انسانی و اقتصاد در این ایالت کرد. در فوریه ۱۹۶۹ بود که گروه دوستداران دانشگاه در آوگسبورگ شکل گرفت. لوئیز پریدون استاد دانشگاه مونیخ برای اجرای طرح دانشگاه در مه ۱۹۶۹ انتخاب شد. در دسامبر ۱۹۶۹، پارلمان قانون تأسیس دانشگاه اوگسبورگ با دو دانشکده علوم اجتماعی و اقتصاد یا حقوق تأیید کرد. این قانون از ۱ ژانویه ۱۹۷۰ به اجرا درآمد. لوئیز پریدون به عنوان اولین رئیس دانشگاه انتخاب شد.

## دانشکده‌ها
در حال حاضر این دانشگاه دارای ۷ دانشکده است که در ۲ کمپ متفاوت قرار گرفته‌اند.
1. دانشکده دین و علوم کاتولیک
2. دانشکده اقتصاد
3. دانشکده حقوق
4. دانشکده ارتباطات و راه‌های آموزشی
5. دانشکده تاریخ
6. دانشکده علوم طبیعی و ریاضی
7. دانشکده علوم کامپیوتر

## رشته‌ها
دانشگاه اوگسبورگ امکان تحصیل در رشته‌های زیر را فراهم می‌کند.
| رشته                | ترم  | کارشناسی | کارشناسی ارشد | دکترا | ملاحظات                |
| ------------------- | ---- | -------- | ------------- | ----- | ---------------------- |
| انگلیسی             | ت/ز  | آری      | نه            | -     | م، ن                   |
| مطالعات شمال آمریکا | ت/ز  | آری      | آری           | -     | -                      |
| آمریکاشناسی         | ز    | نه       | آری           | -     | -                      |
| تاریخ فرهنگ اروپا   | ت/ز  | آری      | نه            | -     | -                      |
| دین پروتستان        | ت/ز  | آری      | نه            | -     | رج                     |
| آموزش دین پروتستان  | ت/ز  | آری      | نه            | -     | م، ن                   |
| علوم ارتباطات       | ت/ز  | نه       | آری           | -     | آموزشی                 |
| جغرافیا             | ت/ز  | آری      | آری           | -     | رج (برای کارشناسی هنر) |
| ژئوانفورماتیک       | ت/ز  | آری      | نه            | -     | -                      |
| زمین‌شناسی           | ت/ز  | آری      | نه            | -     | م                      |
| آلمانی (زبان خارجی) | ت/ز  | آری      | نه            | -     | -                      |
| ژرمنیستیک           | ت/ز  | آری      | آری           | -     | -                      |
| آلمانی              | ت/ز  | آری      | نه            | -     | ن، م                   |
| تاریخ               | ت/ز  | آری      | نه            | -     | ن، م                   |
| دانش تاریخ          | ت/ز  | نه       | آری           | -     | -                      |
| علوم رایانه         | ت/ز  | آری      | آری           | -     | -                      |
| رایانه و اقتصاد     | ز    | آری      | نه            | -     | ن                      |
| مطالعات بین فرهنگی  | ت/ز  | آری      | آری           | -     | ن                      |
| دین کاتولیک         | ت/ز  | آری      | آری           | -     | ن                      |
| مثال                | مثال | مثال     | مثال          | مثال  | مثال                   |
| مثال                | مثال | مثال     | مثال          | مثال  | مثال                   |
| مثال                | مثال | مثال     | مثال          | مثال  | مثال                   |

- توضیح‌های جدول:
  - م:دبیری (معلمی)، ن:آزمون ورودی دارد، ز:زمستان، ت:تابستان، رج: رشتهٔ جانبی[۳]
  - مطالب جدول بالا ممکن است به مرور زمان تغییر کنند. (آخرین بازبینی ۱۳ مه ۲۰۱۲)